# Daniel Spoerri
Daniel Isaac Feinstein, conocido como Daniel Spoerri (Galaţi, Rumanía, 27 de marzo de 1930 - 6 de noviembre de 2024), fue un artista y escritor suizo, nacido en Rumanía en 1930. 

## Biografía
Ha sido llamado «la figura central del arte de posguerra europeo» y «uno de los más renombrados artistas del siglo XX». Se le asocia con el Nuevo realismo y con el movimiento Fluxus. 
Spoerri es conocido por sus snare-pictures, un tipo de ensamblajes o arte de objetos, en los que captura un grupo de objetos, como los restos de comidas de individuos, incluidos los platos, la cubertería y los vasos, todos los cuales fija sobre una tabla o una mesa, que después se expone sobre una pared. También es ampliamente aclamado por su Anecdoted Topography of Chance, una analogía literaria de sus snare-pictures, en los que hace un mapa de cada objeto localizado en su mesa en un momento particular del tiempo, describiendo cada uno con sus recuerdos personales que ese objeto evoca.